# Казанка (Асиновский район)
Каза́нка — село в Асиновском районе Томской области, Россия. Входит в состав Новокусковского сельского поселения.

## География
Село находится на берегу реки Юл, в 7-8 км северо-западнее центра поселения — села Ново-Кусково.

## История
Основано в 1889 г. В 1926 году состояло из 220 хозяйств. В административном отношении являлось центром Казанского сельсовета Ново-Кусковского района Томского округа Сибирского края.

## Население
| 1926 | 1939 | 1959 | 1970 | 1979 | 1989 | 2002 |
| ---- | ---- | ---- | ---- | ---- | ---- | ---- |
| 1114 | ↘902 | ↘667 | ↗688 | ↘571 | ↘526 | ↘410 |
| 2010 | 2012 | 2013 | 2014 | 2015 | 2019 | 2021 |
| ↘360 | ↘353 | ↘335 | ↘325 | ↘306 | ↘269 | ↘219 |

## Социальная сфера и экономика
У населения имеются частные подворья. Основной вид деятельности — сельское хозяйство (скотоводство и растениеводство). Работают фельдшерско-акушерский пункт, почтовое отделение, библиотека и центр досуга.
Ближайшая средняя (полная) общеобразовательная школа находится в селе Ново-Кусково — центре поселения.